# Halo (телесеріал)
«Halo» — американський воєнний науково-фантастичний телесеріал, заснований на серії відеоігор Halo. У серіалі знімаються Пабло Шрайбер, Наташа Мак-Елгон, Чарлі Мерфі, Джен Тейлор, Шабана Азмі, Бокім Вудбайн, Кейт Кеннеді, Наташа Кулзак, Єрін Ха і Бентлі Калу, а бюджет оцінюється в 200 мільйонів доларів. Режисерами епізодів стали Отто Баферст, Джонатан Лібесман, Майкл Бассетт, Роель Рейн і Джет Вілкінсон.
Прем'єра відбулася 24 березня 2022 року на стрімінговому сервісі Paramount+. Ще до виходу першого сезону планувалось, що серіал триватиме 2 сезони. 
Серіал присвячений війні 26-го століття між Космічним командуванням Об'єднаних націй та релігійно-політичним союзом інопланетян Ковенантом. В центрі сюжету — спецпризначенець Джон-117.
«Halo» отримав переважно схвальні відгуки критиків, але багато глядачів, знайомих із першоджерелами, лишилися невдоволені зміненими в адаптації подіями та персонажами.

## Місце у медіафраншизі
Сюжет серіалу розвивається поза каноном франшизи «Halo» та складає окрему «Срібну хронологію», оскільки зосереджений на пригодах «Срібної» команди суперсолдатів. Водночас серіал глибоко заснований на канонічних творах франшизи і зображає їхні події з «іншої точки зору».
За словами креативного директора CBS Девіда Невінса, серіал «відобразить внутрішнє хвилювання від гри, а також набагато глибший емоційний досвід, пов'язаний зі „Спартанцями“, людьми, які змінили свою людську сутність хімічним і генетичним шляхом».

## Сюжет
У серіалі зображено війну людей, представлених силами Космічного командування Об'єднаних націй (ККОН), проти релігійно-політичного союзу кількох інопланетних рас Ковенанту. Щоб перемогти в цій війні, люди задіюють «Спартанців» — модифікованих генетично та кібернетично бійців, раніше створених для боротьби проти повстанців. Цих суперсолдатів створила дослідниця Кетрін Голзі шляхом неетичних експериментів. Вони володіють збільшеною силою, оснащені передовим озброєнням і бронею, але позбавлені емоцій, що вважаються шкідливим для їхньої служби.

### Перший сезон
Один зі «Спартанців» — це Джон-117, який, виконуючи завдання на планеті Мадригал, рятує дівчину Кван. Згодом виявляється, що Ковенант шукав на Мадригалі стародавній артефакт. Доторкнувшись до нього, Джон-117 пригадує своє дитинство і тікає разом з Кван. Вони прилітають на космічну станцію «Уламок», де проживає утікач Сорен, колишній «Спартанець». Завдяки його допомозі Джон-117 дізнається, що стародавні артефакти складають основу релігії Ковенанту. Усвідомлюючи важливість знахідки, він повертається на базу на планеті Рубіж. Тим часом дівчина Макі, вихована Ковенантом, проникає на зореліт ККОН, щоб дістатися до артефакта з Мадригалу.
Джон-117 під впливом артефакта розуміє, що Кетрін Голзі створювала «Спартанців» з викрадених від батьків дітей, хоча офіційно всі кандидати сироти. Також він пригадує, що бачив у дитинстві інший артефакт. Паралельно Голзі створює на основі свого клона штучний інтелект Кортану. Джон-117, попри неприязнь до Голзі, приєднується до її пошуків артефакта і знаходить його неподалік від покинутого батьківського будинку. Він видаляє свій імплантат, який пригнічував емоції, та повертає здатність до людських почуттів. «Спартанка» Кай-125 підглядає за ним і теж видаляє свій імплантат. Однак, це обертається невдачею, оскільки вона втрачає самоконтроль під час битви проти солдатів Ковенанту. Рятуючи її, Джон-117 втрачає більший артефакт. У той час Кван намагається повалити владу тирана Віншера на своїй планеті, але врешті вирішує супроводжувати Джона-117.
Макі знайомиться з Джоном-117 та радить торкнутися до меншого артефакта. Обоє отримують видіння величезного кільця — Гало. Командер флоту Міранда Кіз розкриває, що Макі ворожа агентка. Через це ніхто не вірить попередженню Макі, що Голзі має зловмисні плани. Голзі планує передати всіх «Спартанців» під керування Кортани, що значно збільшить їхню бойову ефективність, але позбавить особистості. Кортана попереджає про це Джона-117 і допомагає йому залучити на свій бік інших бійців для протистояння. Макі викрадає артефакт і передає його трьом Пророкам Ковенанту. Голзі тікає з Рубежу, але завдяки втручанню Кай-125 її затримують.
За допомоги Кортани Джон-117 визначає куди полетіла Макі та вирушає з групою бійців до храму Ковенанту. Поєднавши два артефакта, Ковенант отримує карту, що веде до Гало. «Спартанці» перешкоджають отриманню координат із карти, Кай-125 застрелює Макі. «Спартанці» опиняються в оточенні ворогів, тоді Джон-117 погоджується, щоб Кортана взяла під контроль його тіло. Він перемагає і забезпечує повернення свого загону на Рубіж разом з обома артефактами. Однак, Джонове тіло лишається під контролем штучного інтелекту.

### Другий сезон
Минуло пів року. Кортану видалили з мозку Джона і він продовжує брати участь у битвах проти Ковенанту. Проте, він відчуває, що втратив разом з Кортаною частину себе. Джон рятує на планеті Святилище Талію Перес, яка згодом добровільно вступає в лави нового покоління «Спартанців», яких тренують масово, але водночас менше цінують. Замість Кетрін Голзі керувати «Спартанцями» призначають Джеймса Акерсона, що разом з Парангоскі призначає бійців на місії, сенсу яких Джон та інші «Спартанці» попереднього покоління не розуміють. Джон робить висновок, що командування знає про велику операцію, яку готує Ковенант. Як він підозрює, Ковенант уже висадився на Рубіж і готує захоплення планети. Зрештою його підозри виявляються правдивими, Ковенант атакує Рубіж. Парангоскі та Акерсон до останнього приховують це від населення, щоб евакуювати керівництво ККОН і обладнання, зокрема обладунки «Спартанців».
Проти Сорена конкуренти за владу влаштовують змову та передають його ККОН. Дружина та син Сорена завдяки допомозі Кван тікають з «Уламка». Потім Сорен зустрічає Голзі і обоє тікають з в'язниці під час атаки Ковенанту. Вони бачать як жива Макі та еліт Вар Гатанай викрадають носій з Кортаною. Адмірал Кіз і Ваннак гинуть, прикриваючи евакуацію цивільних. Парангсокі оголошує Джона мертвим, Кай очолює тренування «Спартанців» на планеті Онікс для таємної місії. Сорен дізнається, що його сина під час евакуації викрало ККОН і вирушає на його пошуки.
Голзі, Різ, Сорен, Лаера, Кван і Джон прилітають на планету Алерія, яку поки не зачепила війна. Пізніше вони летять на Онікс, кожен зі своєю метою. Джон прагне помститися Парангоскі та Акерсону за те, що вони покинули його та цивільних на Рубежі помирати. В той час Кортана таємно надсилає ККОН інформацію про переміщення ворожого флоту. Ковенант перестає довіряти Макі, але Вар Гатанай убиває її ворогів. Макі торкається до викраденого артефакта й дізнається координати Гало. Джон стикається з Кай, яка вважає, що він перебуває під контролем Ковенанту. Вони примирюються та з'ясовують завдяки Акерсону, що Парангоскі має зброю проти Ковенанту. «Спартанці» повинні завантажити в ворожий космічний корабель вірус, однак, це спричинить вибух, який знищить усе навколо, включаючи «Спартанців» і флот ККОН. Кай погоджується виконати це завдання, тоді як Джон вирішує йти власним шляхом.
Міранда, Голзі та Кван досліджують стародавні підземелля на Оніксі, в яких знаходять контейнер з невідомими вмістом і координати Гало — величезного кільця, на внутрішній поверхні якого розташовані материки. Пізніше з контейнера звільняються спори паразита, що називається Потоп. Паразит швидко заражає людей, Парангоскі гине, а частково заражену Голзі Міранда заморожує в анабіозі. Флот ККОН прилітає до Гало, де вступає в бій проти флоту Ковенанту. Джон рятує інших «Спартанців», а потім знову завантажує Кортану до свого мозку. Кай гине, таранячи ворожий флагман. Джон падає на Гало, де вбиває Вар Гатаная. Макі ділиться своїм задумом скористатися Гало, щоб знищити і людей, і Ковенант, і входить у стародавню споруду на кільці. Джон іде слідом і за якийсь час зустрічає Монітора Предтеч, з яким міркує про те, чи має він власну волю, або ж є інструментом — ККОН і Предтеч, які створили Гало.

## У ролях

### Основний склад
| Актор            | Роль                                                                 |
| ---------------- | -------------------------------------------------------------------- |
| Пабло Шрайбер    | майстер-старшина Джон-117 «Майстер Чиф»                              |
| Наташа Мак-Елгон | доктор Кетрін Голзі, науковиця і творець проєкту «Спартанець-II»     |
| Єрін Ха          | Кван Ха, біженка                                                     |
| Чарлі Мерфі      | Макі («Благословенна»)                                               |
| Шабана Азмі      | адмірал Маргарет Парангоскі, директор Штабу флотської розвідки (ONI) |
| Бокім Вудбайн    | Сорен-066                                                            |
| Олів Грей        | Міранда Кіз, командер флоту                                          |
| Кейт Кеннеді     | Кай-125                                                              |
| Наташа Кулзак    | Різ-028                                                              |
| Бентлі Калу      | Ваннак-134                                                           |
| Денні Сапані     | капітан Джейкоб Кіз, офіцер флоту                                    |
| Джен Тейлор      | Кортана, аватара штучного інтелекту (ШІ)                             |

### Додатковий склад
| Актор           | Роль                                              |
| --------------- | ------------------------------------------------- |
| Раян Макпарленд | доктор Адун, асистент Кетрін Голзі                |
| Берн Ґорман     | політик Віншер Ґрат, колаборант ККОН на Мадригалі |

## Епізоди

### Перший сезон
| № | Назва                                     | Режисер           | Сценарист                          | Перший ефір     |
| --- | ----------------------------------------- | ----------------- | ---------------------------------- | --------------- |
| 1 | «Контакт (англ. Contact)»                 | Отто Батерст      | Кайл Кіллен і Стівен Кейн          | 24 березня 2022 |
| У 2552 році триває війна ККОН з інопланетним союзом Ковенантом. Проте на планеті Мадригал не вірять у це, вважаючи загрозу прибульців пропагандою. Група молодих людей зазнає нападу солдатів Ковенанту. Прибульці вчиняють різанину на аванпості, та на допомогу несподівано прибувають спецпризначенці «Спартанці». Вони долають нападників, «Спартанець» Джон-117 доповідає, що з усієї колонії вижила лише одна дівчина — Кван. Джон-117 і Кай-125 досліджують печеру, де Ковенант проводив розкопки. Їхньою знахідкою — таємничим пристроєм, цікавиться вчена Кетрін Голзі, бо пристрій пробуджує в Джона-117 заблоковані спогади про сім'ю. Кван і Джона-117 доставляють на планету Рубіж/За́сяг (англ. Reach) на космічному літаку «Кондор». У польоті Міранда Кіз переконує дівчину виступити з закликом до інших колоній припинити суперечності та виступити єдиним фронтом проти Ковенанту. Але Кван вважає, що ККОН нацькувало Ковенант на її бунтівну планету. Кван намагається поговорити з Джоном-117 і впізнає, що це він раніше убив її матір як повстанку. Спогади про власну сім'ю викликають у «Спартанця» співчуття. Коли Кван дистанційно намагаються вбити, позбавивши повітря, Джон-117 рятує її. Кетрін оголошує, що Джон-117 вийшов з ладу та наказує схопити його. Тоді «Спартанець» об'єднується з Кван, щоб взяти «Кондора» під ручне керування. Попри все літак збивають, але коли «Спартанець» торкається інопланетного пристрою, це вимикає всю електроніку навколо. Скориставшись нагодою, Джон-117 бере керування «Кондором» і разом з Кван відлітає в космос.                                                                                                |                                           |                   |                                    |                 |
| 2 | «Звільнений (англ. Unbound)»              | Отто Батерст      | Кайл Кіллен і Стівен Кейн          | 31 березня 2022 |
| «Кондор» прилітає на космічну станцію «Уламок», сховану серед астероїдів. Там Джон-177 отримує прихисток у Сорена-066, колишнього кандидата в «Спартанці», розчарованого в ККОН через своє каліцтво. Сорен-066 пропонує позбутися імплантатів, які пригнічують емоції, та почати повноцінне життя. Але «Спартанець» хоче довідатися що за річ він знайшов на Мадригалі. Сорен-066 знайомить його з божевільним в'язнем Редом, який був у полоні Ковенанту. Ред розповідає, що артефакти, подібні до реліквії з Мадригала — це основа релігії Ковенанту, і вони ведуть до якоїсь зброї. Джон-117 вирішує повернутися до ККОН, щоб попередити про цю зброю. Кетрін Голзі пропонує командуванню ККОН свою розробку — штучний інтелект Кортану, створену на основі її клона. Кортана керуватиме тілами «Спартанців», таким чином роблячи їх цілком слухняними. Щоправда, технологія швидкого клонування, використана для її створення, незаконна. Командування попри це дозволяє продовжити проєкт. Зореліт «Стійкий світанок» перехоплює Джона-117 та ув'язнює його. Пророки Ковенанту припускають, що реліквія з Мадригала — це вказівка до давно шуканого Гало. Їхня союзниця, таємнича людська жінка Благословенна, викликається доставити реліквію. |                                           |                   |                                    |                 |
| 3 | «Поява (англ. Emergence)»                 | Роель Рейне       | Кайл Кіллен і Стівен Кейн          | 7 квітня 2022   |
| Епізод починається спогадом про дівчинку зі злиденної планети Обан. Коли Ковенант на початку війни атакував планету, то нападники дівчинку визначили як наділену особливою силою, і забрали з собою. З часом вона стала Благословенною. Вдаючи з себе вцілілу полонянку, Благословенна підступно захоплює зореліт ККОН «Гладіус», на якому вирушає на пошуки артефакта на Мадригал. Також вона обіцяє Пророкам Ковенанту доставити голову «демона» — Джона-117. Кетрін Голзі створює на основі свого клона ШІ Кортану, а Джону-117 вживлює чип для прямого спілкування з Кортаною. Вона забороняє ШІ брати під контроль тіло «Спартанця», бо вірить, що той має цінні спогади. Але відсутність емоцій заважає Джону-117 пригадати деталі своїх видінь, тому він вирішує вирізати один свій імплантат. Кортана допомагає йому. Після цього Джон-117 пригадує як у дитинстві бачив іншу частину артефакта, котру треба поєднати з першою. Він дізнається від Кетрін, що він походить з планети, населення якої загинуло через епідемію. Але оскільки це єдиний спосіб дізнатися що таке Гало, Кетрін, Джон-117 і Кортана відлітають туди. Кван вирішує повернутися на Мадригал, де владу захопив противник її батька Віншер Ґрат. |                                           |                   |                                    |                 |
| 4 | «Повернення додому (англ. Homecoming)»    | Роель Рейне       | Джастін Джуел Гілмер і Стівен Кейн | 14 квітня 2022  |
| Джон-117 прибуває на планету Еридан-2, де за допомоги Кортани пригадує розташування другої частини артефакта. Також він пригадує, що Кетрін була поряд ще до смерті його батьків, і це бентежить учену. «Спартанець» знаходить підземелля, де стоїть шукана реліквія. «Спартанка» Кай-125, підглянувши раніше за Джоном-117, вирізає свій імплантат і теж повертає емоції. Це спонукає Міранду Кіз побачити в ній колегу, що чудово розуміється на мові Ковенанту. Вдвох вони розшифровують повідомлення про пошуки Гало. Міранда сподівається знайти більше підказок, давши решті «Спартанців» торкнутися артефакта, та врешті розуміє, що Джон-117 чимось особливий. Сорен-066 відвозить Кван на Мадригал, де дівчина безуспішно намагається зібрати генералів свого батька для боротьби. Кван ледве не вбивають, а зореліт Сорена-066 розкрадають. Тоді Сорен-066 викрадає мотоцикл і прямує з Кван до сусіднього космопорту, щоб покинути планету. |                                           |                   |                                    |                 |
| 5 | «Розрахунок (англ. Reckoning)»            | Джонатан Лібесман | Річард Е. Робінс і Стівен Кейн     | 21 квітня 2022  |
| На Еридан-2 прибувають війська ККОН, щоб видобути артефакт з кристальної колони. Джон-117 зауважує, що Кай-125 повернула собі емоції та вважає це загрозою для успіху місії. Він відстороняє її від служби. Внаслідок дій археологів артефакт приголомшує всіх, крім «Спартанців», сильним звуком, що руйнує кристал. Джон-117 вирішує скористатися цим, аби згадати більше про своє дитинство. Торкнувшись до артефакта, він розуміє, що Голзі викрала його, замінивши двійником. Розлючений, він нападає на Голзі, проте Кортана за її командою знерухомлює «Спартанця». У той же час Сорен-066 з Кван застрягли посеред пустелі. Сорен-066 покидає дівчину, прикувавши до мотоцикла, та вирушає на пошуки нового транспорту. Коли він повертається, Кван нападає на нього з засідки та паралізує електрошоком, після чого намірюється вбити. Благословенна з загоном Ковенанту досліджує місце знахідки першого артефакта й відчуває, що друга частина схована на Еридані-2. Ковенантський зореліт доставляє на Еридан-2 армію. Джон-117 і Кай-125 повертаються в стрій, поки решта «Спартанців» евакуюють артефакт. Кай-125, піддавшись емоціям, впадає в шок і не може дати відсіч ворогам. Джон-117 покидає артефакт, щоб врятувати її, та розправляється з купою солдатів Ковенанту. Але ворогам усе ж вдається забрати артефакт і відлетіти, наостанок висадивши Благословенну на планету. |                                           |                   |                                    |                 |
| 6 | «Заспокоєння (англ. Solace)»              | Джонатан Лібесман | Сілка Луїза і Стівен Кейн          | 28 квітня 2022  |
| Сили ККОН повертаються на базу на Рубежі. Джон-117 погрожує Кетрін убити її, якщо вона не зізнається, що зробила з ним у дитинстві. Кортана вмовляє «Спартанця» не робити цього і він в останню мить передумує. Потім Джон-117 зустрічається з Кетрін знову для спокійнішої особистої розмови. Вона розповідає, що всі «Спартанці» — це діти, яких викрали в батьків. Їх заміняли клонами, котрі швидко помирали нібито з природних причин. Як пояснює Кетрін, у Джона-117 є особливий генетичний код, що є ключем до вищого призначення людства у всесвіті. Цю розмову підслуховують Джейкоб і Маргарет, після чого забороняють їй продовжувати дослідження та закривають доступ до Кортани. Благословенна погоджується говорити тільки з Джоном-117. Вона розповідає йому своє справжнє ім'я — Макі, та що її викрали в дитинстві, як і Джона. Макі радить довіритися видінням з артефакта, не зупиняючись ні перед чим. Міранда заступає Кетрін на посаді й виявляє, що в Джона-117 та Макі є однаковий ген. Джон-117 переконує Міранду пустити його до меншого артефакта. Він ледве не помирає при контакті, і цей же стан переживає Макі. Джон-117 з Макі бачать себе на величезному кільцевому світі. Кортана зламує мережевий захист і передає ці відомості Кетрін. |                                           |                   |                                    |                 |
| 7 | «Спадкування (англ. Inheritance)»         | Джессіка Лоурі    | Стівен Кейн                        | 5 травня 2022   |
| Кван полишає Сорена-066 у пустелі та їде на добутому ним авто на пошуки підтримки. Її схоплює община містиків, які колись навчали батька Кван. Містики дають дівчині зілля, що спричиняє видіння, в якому Кван безуспішно намагається здолати Джона-117. Тоді Кван розуміє, що її призначення в тому, аби бути поряд з Джоном і допомагати в його місії. Кван дістається до рідного аванпосту, де на неї вже чекає Сорен-066. Вони миряться, адже аванпост оточує Віншер зі своїм загоном. Кван підриває паливо, вбиваючи всіх ворогів. Сорен-066 повертає свій зореліт і покидає Мадригал, а Кван лишається зібрати послідовників свого батька. |                                           |                   |                                    |                 |
| 8 | «Відданість (англ. Allegiance)»           | Джонатан Лібесман | Джастін Джуел Гілмер і Стівен Кейн | 12 травня 2022  |
| Макі дедалі більше сумнівається в правильності своєї службі Ковенанту та закохується в Джона-117. Кетрін Голзі тим часом за допомогою Кортани виходить на зв'язок з Макі, запевняючи, що люди надто самовпевнені та жорстокі, і їх треба «вдосконалити». Потім Кетрін зламує системи зв'язку та повідомляє «Спартанцям», нібито командування збожеволіло під впливом артефакта з Мадригала. Вона наказує звільнити себе, викрасти артефакт, а Макі схопити. Джона-117 вона планує взяти під повний контроль Кортани, проте штучний інтелект не слухається і попереджає його про пастку. Кай-125 не слухається наказу, тому її приголомшують і лишають у наручниках. Отямившись, Кай-125 звільняється та поспішає на допомогу Джону-117. Джейкоб Кіз і Парангоскі після втрати чергової планети вирішують довіритися Джону-117 у пошуках Гало. Міранда в той же час розшифровує сигнал Ковенанту, з якого розуміє, що Макі вбила екіпаж «Гладіуса». Макі намагається попередити про бунт Кетрін, але їй не вірять. Дівчина торкається артефакта, що вимикає електроніку навколо, даючи Джону-117 та Кай-125 шанс перемогти інших «Спартанців». Кортана потай допомагає Джону-117 і завантажується в його мозковий імплантат, обірвавши всі канали зв'язку з Кетрін. |                                           |                   |                                    |                 |
| 9 | «Трансцендентність (англ. Transcendence)» | Буде визначено    | Буде визначено                     | 19 травня 2022  |
| Макі тікає разом з артефактом на зорельоті Ковенанту, захопленому ККОН. Кетрін Голзі, бачачи, що артефакт втрачено, намагається врятуватися сама. Джон-117 переконує решту «Спартанців», що Кетрін вчинила злочин, але вже запізно. Лише Кай-125 встигає проникнути на зореліт Голзі, та вчена евакуюється в рятувальній капсулі. Невдовзі втікачку заарештовують в околицях. Джон-117 при допомозі Кортани обраховує куди полетіла Макі та вирушає туди ж з іншими «Спартанцями». Подолавши небезпечну зону космосу, команда виявляє планету Гесдурос, де стоїть храм Ковеананту. Макі бере участь у церемонії поєднання обох артефактів. Пророки Ковенанту обговорюють між собою, що коли Гало піднесе їх до рівня богів, вони уб'ють Макі, як і всіх людей. Коли «Спартанці» штурмують храм, з-під нього з'являється величезна ворожа армія. Джон-117 ледве не гине і Макі, бачачи це, торкається до артефакта. Це створює хвилю, що розкидає все довкола та запускає показ зоряної карти, котра веде до Гало. Джон-117 намагається зупинити Макі, але вона переконана, що це її з Джоном доля. Тоді Кай-125 застрелює Макі, карта лишається незавершеною. Пророки наказують схопити «Спартанця» живим. Під натиском ворожої армії Джон-117 просить Кортану взяти його тіло під контроль. Вона застерігає, що це може бути смертельно, і неохоче погоджується. Кортані в тілі суперсолдата вдається знищити багато воїнів Ковенанту й забрати артефакт. «Спартанці» вирушають додому. Кай-125 запитує в Джона-117 чи це все ще він, але той не відповідає. Тим часом виявляється, що Голзі замінила себе клоном, а справжня готує втечу й продовження своїх планів «удосконалити» людство. |                                           |                   |                                    |                 |

### Другий сезон
| № | Назва                           | Режисер       | Сценарист           | Перший ефір     |
| --- | ------------------------------- | ------------- | ------------------- | --------------- |
| 1 | «Святилище (англ. Sanctuary)»   | Дебс Петерсон | Девід Вінер         | 8 лютого 2024   |
| Кортану вилучають з мозку Джона, що рятує йому життя. Через шість місяців Джона в складі Срібної команди відправляють на місію з евакуації мешканців планети Святилище, що невдовзі буде обстріляна з орбіти Ковенантом. «Спартанці» незадоволені, що їх не допустили до важливіших завдань. Група зв'язківців у цей час зникла в тумані і Джон вирушає на їх пошуки один. Він рятує піхотинку на ім'я Талія Перес, а решту її ескадрильї вбивають еліти. Вони оточують Джона, та несподівано відступають перед обстрілом. Повернувшись на Рубіж, Срібна команда знайомиться з оперативником ONI Джеймсом Акерсоном, який замінив на посаді Кетрін Голзі. Акерсон цікавиться наслідками перебування Кортани в мозку Джона, та не довіряє його звіту про зустріч з елітами. Джон не може пояснити, навіщо Ковенант висаджував війська на планету, яка все одно буде випалена. Незабаром Джон таємно зустрічається з Парангоскі, яку звільнили з ONI, і вона дає йому тривожну кнопку, щоб вони могли за потреби побачитися. Тим часом Сорен на станції «Уламок» цікавиться молодим рабом, який стверджує, що знає, де перебуває Голзі. Ігноруючи занепокоєння своєї дружини Лаери, Сорен купує раба та за його вказівками прилітає до залишків зорельота. Там він потрапляє в пастку, влаштовану конкурентами за владу на «Уламку». |                                 |               |                     |                 |
| 2 | «Меч (англ. Sword)»             | Дебс Петерсон | Ахмаду Гарба        | 8 лютого 2024   |
| Кван Ха після атаки Ковенанту на Мадригал опинилася на «Уламку». Вона тікає від кількох работорговців і зустрічається з малим сином Сорена, Кесслером. Кван попереджає Лаеру, що товариші Сорена зрадили його. Лаера вирішує тікати разом з Кесслером і Кван. Тим часом Кобальтову команду «Спартанців» відправляють на місію замість Срібної. Джон роздратований цим рішенням, розуміючи, що Акерсон сумнівається в його боєздатності. Згодом Джон зізнається Кай, що бачив на Святилищі Макі, та припускає, що Ковенант висаджував війська на планету для тренувань з захоплення більшого світу. Джон наказує своїй команді тренуватися інтенсивніше, передбачаючи, що Ковенант готує масштабне вторгнення. Це створює навантаження на Різ, яка відновлюється після травм. Акерсон розповідає, що Перес не підтвердила свідчення Джона про зустріч з елітами на Святилищі. Джон відвідує Перес, яка картає себе за те, що єдина з загону вціліла. В той час Акерсон, який тримає Голзі в полоні віртуальної реальності, використовує Кортану задля визначення загрози, що насувається. Коли Кобальтова команда не повертається зі своєї місії, Джон самовільно відстежує нещодавні переміщення «Спартанців» і робить висновок, що ця команда виконує секретне завдання на Рубежі. Він збирає Срібну Команду, коли розуміє, що Ковенант вже висадився на Рубіж. В іншому місці планети, на базі «Меч», загін елітів у супроводі Макі вбиває загін піхотинців ККОН і виявляє стародавній артефакт.                                                          |                                 |               |                     |                 |
| 3 | «Вишеград (англ. Visegrad)»     | Крейг Зіск    | Маріша Мукерджі     | 15 лютого 2024  |
| Коли Срібна команда прибуває до передбачуваного місця розташування Кобальтової в поселенні Вишеград, «Спартанців» оточує загін флотського командування та наказує скласти зброю. Капітан Кіз, який отримав звання адмірала, повідомляє Срібній команді, що їх відсторонено від бойових завдань, а Джон повинен пройти психіатричне обстеження. Джон тікає і зустрічається з Парангоскі, висловлюючи їй свої підозри про загрозу, навислу на Рубежем. Але Парагонскі попереджає його не йти проти ONI і радить підіграти командуванню. Акерсон показує Кізу тіла Кобальтової команди, які були вбиті Ковенантом. Розлючений через те, що Акерсон і ONI приховали те, про що підозрював Джон, Кіз ініціює евакуацію населення планети. Акерсон же наполягає, що треба таємно евакуювати «необхідні активи», а масову евакуацію не проводити, щоб не поширювати паніку. Акерсон прощається з Голзі, обіцяючи продовжити її роботу. Своєю чергою Голзі повідомляє, що сестра Акерсона насправді не померла в дитинстві, а була кандидаткою у «Спартанці», проте не пережила операції. Потім Акерсон залишає Голзі з затриманим Сореном, а далі дозволяє своєму батькові, який здогадався, що Рубіж приречений, скоїти самогубство. Кван захищає Лаеру та Кесслера від зрадницької команди Сорена, вбивши всіх змовників. Джон знаходить Перес у церкві, яка пояснює, що зрозуміла дивні слова, які чула в тумані на Святилищі. Вона дає послухати запис, Джон чує молитву з обіцянкою знищити Рубіж і вбити «демона». За мить церкву накриває вибух.            |                                 |               |                     |                 |
| 4 | «Рубіж (англ. Reach)»           | Крейг Зіск    | Том Геммінґз        | 22 лютого 2024  |
| Внаслідок бомбардування Ковенантом родина Перес гине. Голзі та Сорен виходять з камери, оскільки охоронні системи вийшли з ладу. На їхніх очах Макі викрадає носій Кортани. Джон і Перес стикаються з Різ і двома чоловіками, з якими вирушають у штаб-квартиру флотського командування. Джон, Перес і Різ дістаються до штаб-квартири, де Ваннак розповідає, що броню «Спартанців» Акерсон забрав з собою, а Кай зникла. Адмірал Кіз підтверджує Джону, що «Кобальтова» команда загинула, і повідомляє про намір верховного командування покинути Рубіж. Він виголошує промову, в якій каже, що ніхто з захисників планети не виживе, але їхні зусилля врятують частину цивільних. Кіз веде Голзі та Сорена до евакуаційного шаттла, де Перес допомагає цивільним сісти на борт. Ангар з шаттлом зазнає нападу «шакалів» Ковенанту, і Кіз підриває себе, щоб відволікти ворогів. «Срібна» команда потрапляє в засідку елітів на чолі з Варом Гатанай, але Макі наказує йому поки що не вбивати Джона. Ваннака пронизує постріл голкомета, і він гине, дивлячись, як один із птахів, яких він годував як таємне хобі, ширяє в небі. |                                 |               |                     |                 |
| 5 | «Алерія (англ. Aleria)»         | Отто Батерст  | Безіл Лі Креймендал | 29 лютого 2024  |
| «Срібна» команда стикається з вождем брутів, Кван Ха та Лаера прибувають на допомогу. Різ отримує тяжке поранення, виносячи тіло Ваннака. Джон пригадує як раніше пообіцяв щось Парангоскі, що зробить щось для Кортани в обмін на порятунок свого життя. Макі тим часом розчаровується в Пророках, які продовжують війну замість шукати свого головну мету — Гало. Вона намагається залучити Кортану та Вар Гатаная на свій бік, щоб полетіти на пошуки Гало самотужки. Хоча Кортана спочатку відмовляється, вона показує Вар Гатанаю видіння Гало, бачене Джоном. Голзі, Різ, Сорен, Лаера, Кван і Джон прибувають на планету Алерія. Різ вирішує залишитися там, щоб знайти нормальне життя. Сорен і Лаера шукають Кесслера та нібито знаходять, але це виявляється інший хлопчик. Справжнього Кесслера забрали ККОН. Кван вирішує поховати тіло Ваннака, але під тиском місцевих жителів спалює його за звичаєм Алерії. Джон клянеться вистежити Парангоскі та Акерсона, ігноруючи прохання Голзі зосередився на пошуку Гало. Кван отримує видіння шаманки зі Святилища, яка наказує Кван пам'ятати про її батьківщину та попереджає, що «монстр» з дитячих страхів Кван наближається. Кай успішно евакуювалася на планету Онікс, де очолює загін нового покоління «Спартанців». |                                 |               |                     |                 |
| 6 | «Онікс (англ. Aleria)»          | Отто Батерст  | Сара Маккерон       | 7 березня 2024  |
| Кай проводить тренування «Спартанців» третього покоління в віртуальній реальності, де вони повинні заразити ворожий корабель вірусом. Але тренування щоразу завершується провалом. Джон, Голзі, Сорен, Лаера та Кван відлітають з Алерії на Онікс. Джон хоче знайти Парангоскі та Акерсона, що помститися. Мета Сорена — повернути Кесслера. Група висаджується на Онікс, Джон здається в полон, Сорен та Лаера шукають хлопчика, а Кван і Голзі через колодязь потрапляють до підземного лабіринту. Кван завдяки видінню шаманки знаходить шлях до лабораторії, в якій працює Міранда. Перес, яка добровільно пішла в програму підготовки «Спартанців», оскаржує рішення Кай під час симуляції бою. Кай розпитує Акерсона про втрату Рубежу, той зізнається, що це було неминуче, та висловлює побоювання, що Джон працює на Ковенант. Потім Акерсон змінює умови симуляції, щоб бійці нарешті здобули перемогу та мотивацію битися по-справжньому. Але в симуляції відсутнє повернення бійців з ворожого корабля, що здається Акерсону підозрілим. Джон тікає з-під варти та стикається з Кай, вона б'є його, а потім покидає. Кортана зв'язується з Парангоскі та Джоном. Вона попереджає, що Ковенант близький до знаходження Гало і доручає Джону торкнутися артефакта, що зберігається на Оніксі. Кортана вимикає техніку навколо, щоб Джон безпечно дійшов до мети. Ковенант тим часом фіксує дії Кортани. Арбітр Ковенанту намірюється вбити Макі, Вар Гатанай заступається за неї. В розпал сутички Кай і Джон одночасно торкаються до артефактів. |                                 |               |                     |                 |
| 7 | «Фермопіли (англ. Thermopylae)» | Денні Ґордон  | Ахмаду Ґарба        | 14 березня 2024 |
| Джон і Макі опиняються у спільному видінні на Гало. Макі закликає не допустити заволодіння Гало ні Ковенантом, ні ККОН, але Джон переконаний, що Гало мусово знищити. Потім Макі за зорями, видними з Гало, визначає його координати. Кай наказує солдатам стріляти в Джона, але його слова переконують їх не виконувати наказу. Кай погоджується, що Парангоскі посилає людей на вірну смерть і вирішує покласти цьому край. У той час Голзі, Міранда та Кван досліджують підземний лабіринт, побудований, на думку Голзі, тією ж цивілізацією, що створила Гало. Кван пригадує малюнок у печері, який бачила в минулому, та відкриває двері до стародавньої лабораторії, де містяться останки з невеликим контейнером. Голзі вважає, що це ключ до удосконалення людства. Двері починають зачинятися, всі троє тікають назад, а Міранда встигає забрати і контейнер. Сорен знаходить Кесслера, але втрачає його та Лаеру в тумані. Акерсон самовільно досліджує деталі навчання «Спартанців» третього покоління. Він з'ясовує, що вірус, який потрібно доставити на корабель Ковенанту, не вимикає його, а спричиняє вибух надсвітлового двигуна, здатний знищити всю зоряну систему і навіть саме Гало. Він попереджає про це Джона і Кай та повертає Джону його обладунки. Флоти Ковенанту та ККОН завдяки Кортані прилітають до Гало. Джон викрадає літак «Срібної» команди та летить до місця битви, яка щойно спалахнула. |                                 |               |                     |                 |
| 8 | «Гало (англ. Halo)»             | Денні Ґордон  | Девід Віенер        | 21 березня 2024 |
| Дослідниця ненавмисно випускає з контейнера, добутого Голзі та Мірандою, паразитичні спори, які швидко заражають довколишніх людей. Спершу жертви впадають в кататонію, а потім стають украй агресивними та перетворюються на потвор. Парангоскі гине, Голзі заражається і Міранда заморожує її в надії знайти ліки потім. Сорен і Кван рятують Лаеру, Кесслера і, неохоче, Акерсона після того, як він рятує Лаеру і її сина від заражених. Кван розуміє, що інфекція — це чудовисько з її дитячих страхів. Лаера залишається, позаяк була заражена під час втечі. До Кван з'являється шаманка, розкриваючи ім'я паразита — Потоп. Шаманка обіцяє затримати заражених і Кван користується шансом, щоб утекти на кораблі з Сореном, Акерсоном і Кесслером з Онікса. Макі та Вар Гатанай покидають свій корабель і летять на Гало. Джон всупереч наказу летіти слідом, спершу вирушає на підмогу «Спартанцям». Потім він десантується на корабель Макі та завантажує Кортану до свого мозку безпосередньо перед тим, як корабель падає на Гало. Кай захоплює корабель Ковенанту та в самовбивчій місії спрямовує його на таран ворожого флагмана, дозволяючи ККОН перехопити ініціативу в битві. На Гало Джон вступає в двобій з Вар Гатанаєм, зрештою вбиваючи його енергетичним мечем. Макі розповідає, що має намір скористатися Гало, щоб «почати все спочатку». Вона відкриває споруду поблизу та йде вглиб неї. Джон слідує за нею. Пізніше Джон стикається з дроном, Монітором Предтеч, який попереджає, що Джон пов'язаний з дечим всередині Гало.   |                                 |               |                     |                 |

## Виробництво

### Розвиток
Телесеріал пройшов через виробниче пекло, і замість запланованого випуску в 2015 році зі Стівеном Спілбергом як продюсером був перенесений на 2019 рік із продюсером Рупертом Ваяттом. Згодом випуск перенесли на 2020 рік. Пізніше показ запланували вже на 2022 рік з Отто Баферстом на посаді продюсера.
21 травня 2013 року Стівен Спілберг був призначений виконавчим продюсером телесеріалу, заснованого на франшизі відеоігор Halo, поширюваної Xbox Entertainment Studios і компанією Спілберга Amblin Television. Станом на серпень 2015 року серіал все ще перебував в активній розробці. Письменник Девід Петерсон (відомий розробкою дотракійської мови для серіалу «Гра престолів») допомогти створити мову Ковенанту для серіалу «Гало».
28 червня 2018 року Showtime отримав замовлення на серіал з 10 серій. Кайл Кіллен повинен був стати шоуранером, сценаристом і виконавчим продюсером, в той час як Руперт Ваятт був призначений режисером і виконавчим продюсером. 12 серпня було оголошено, що Майстер Чіф стане головним ведучим серіалу і що серіал розповість нову історію з відеоігор, в той же час дотримуючись свого канону. 3 грудня Ваятт пішов з посади директора і EP через конфлікти з розкладом. У лютому 2019 року його замінив Отто Баферст. У березні 2019 року Стівен Кейн був доданий як співшоураннер разом з Кілленом. 24 лютого 2021 року серіал перенесли з Showtime на Paramount+. Президент Showtime Гері Левін сказав, що показ був винятком для бренду компанії і він краще підходив для Paramount. 25 червня 2021 року повідомлялося, що і Кейн, і Кіллієн виступлять шоуранерами після завершення першого сезону. Кіллієн пішов ще до початку виробництва, бо відчував, що не може виконувати обов'язки шоуранера, а Кейн взяв кермо влади як шоуранер до завершення постпродакшн-робіт. Однак, якщо показ буде перенесено на другий сезон, Кейн не повернеться. Шоуранером другого сезону пізніше був призначений Девід Вінер.

### Кастинг
З квітня по серпень 2019 року був оголошений акторський склад серіалу з Пабло Шрайбером в ролі майстра-старшини. До нього приєдналися Єрін Ха, Наташа Мак-Елгон, Букем Вудбайн, Шабана Азмі, Бентлі Калу, Наташа Кулзак і Кейт Кеннеді. У листопаді 2020 року Джен Тейлор замінила Мак-Елгон в ролі Кортани.

### Зйомка
Основні зйомки першого сезону розпочалися в жовтні 2019 року. У 2019 році серіал витратив понад 40 мільйонів доларів на виробничі потреби. П'ять знятих епізодів були повторно відредаговані у зв'язку з пандемією коронавірусної хвороби, а виробництво шостого епізоду і його перезйомки відбулися в Онтаріо, Канада.

## Трансляції
Серіал показується в сервісі Paramount+ за платною підпискою, але підписники сервісу Xbox Game Pass можуть отримати в Paramount+ безкоштовний 30-денний термін.
У грудні 2023 року Paramount анонсувала, що перший сезон буде викладено для безкоштовного перегляду на YouTube перед випуском другого сезону, який розпочнеться 8 лютого 2024.
Paramount+ повідомив 19 липня 2024 року, що не створюватиме третій сезон. Якщо серіал матиме продовження, то ним займеться інша компанія.

## Оцінки й відгуки
Після виходу першого епізоду серіал отримав змішані відгуки критиків, але згодом вони суттєво покращали. На Rotten Tomatoes «„Halo“ має 70 % позитивних рецензій, а консенсус критиків стверджує: „Halo“ надто вторинний щодо найкращих науково-фантастичних серіалів, щоб скласти повністю сформовану еліту, але проблиски обіцянок і вірності вихідному матеріалу сигналізують, що він ще не вийшов із боротьби». Середньозважена оцінка на Metacritic складає 61 бал зі 100.
Еш Перріш із The Verge відзначила, що хоча підхід творців серіалу можна оскаржувати, йому є виправдання. Автори підняли теми, які досі не з'являлися у франшизі: Джон-117 досі ніде не замислювався хто він насправді та навіщо створений. Реалізація ж вийшла невмілою, проте щирою. Однією з головних проблем вказувалося те, що найбільше зацікавлює не Джон, а Кай, і пробудження людяності в неї виглядає переконливіше. Кай найбільше нагадує «Спартанців», знайомих із ігор та книг; сам Джон оцінювався як лідер і воїн, достатньо стоїчний, але не цілком серйозний, і ще кілька фраз із ігор могли б дотягнути його до ігрового прообразу; підсюжет Кван Ха і Сорена швидко став нудним і відстороненим; Кетрін Голзі вийшла «злою карикатурою» на себе з ігор; оригінальною знахідкою сценаристів називалася Макі, чия лінія, втім, різко обривається. Усі інопланетяни, крім Пророків, виглядають «сміхотворно погано», а сцени від першої особи різкі та негарні. Тому в цілому серіал не провальний, як-от «Ковбой Бібоп», але надто заплутаний і замало робить для доповнення канону Halo.
Леон Міллер у Cultured Vultures писав: «Хоча шоуранери Кайл Кіллен і Стівен Кейн періодично припускаються тактичних помилок, перший сезон серіалу, втім, є міцною кампанією з дев'яти епізодів, яка має задовольнити як фанатів Halo, так і новачків франшизи». Позитивним моментом вказувалося те, що Шрайбер чудово підходить на роль головного героя, чого не можна сказати про інших персонажів. Кай посідає досить міцне та значуще місце в сюжеті, тоді як Кван і Сорен роблять замалий внесок до нього. Кортана, хоча озвучена актрисою з ігор, не виглядає «ані достатньо справжньою, ані фальшивою». Щодо батальних сцен, вони найчастіше добре виконані та передають дух ігор, хоча, буває, надмірно наслідують їх. Серіал, за визначенням критика, більше досліджує персонажів та стосунки між ними, ніж розвиває світобудову франшизи.
Дмитро Курятник на сайті Mezha.Media зазначив, що серіал створений з оглядом на канон франшзи, проте своєрідно його трактує. Повстанці показані в набагато кращому образі, ніж в ігровому всесвіті, Кетрін нагадує лиходія з бондіани, Джон багато часу проводить без костюма, а Кортана інтегрована прямо в його мозок. Головні ж події, пов'язані з пригодами на Гало, в першому сезоні відсутні, натомість є сюжетна арка Кван, яка вкрай слабко стосується решти подій. Якщо провідною темою стало повернення людяності, то другорядні персонажі розкривають її краще, ніж головний герой. Тому серіал можна порадити шанувальникам фантастики, але не фанатам оригінальних ігор.

## Відмінності від канону
Серіал використовує головні елементи відеоігор і літератури франшизи Halo, проте містить суттєві розбіжності з ними. Серед головних відмінностей те, що Джон-117 в усіх творах раніше ніколи не знімав шолома, тому його обличчя невідоме. В іграх Джон-117 належить до «Синьої», а не «Срібної» команди, його товаришами були Федерік-104, Кілі-087 і Лінда-058. Канонічно він не бунтував проти ККОН, а успішно виконував накази. ККОН в серіалі зображено більш неоднозначною організацією, що легко жертвує солдатами та цивільними. Кетрін Голзі в іграх ніколи не розцінювалася ККОН як лиходійка; викрадення нею дітей з метою створення суперсолдатів було санкціоноване владою. В іграх Кортана була створена за допомогою декількох клонів Голзі для допомоги в дослідженнях, а пізніше стала супутницею «Спартанців». У серіалі Кортана з самого початку має військове призначення і інтегрується прямо в мозок, а не міститься на окремому чипі, що вставляється в шолом. Вона виглядає єдиним штучним інтелектом такого роду. Канонічно штучні інтелекти не є рідкістю і створюються аналогічно до Кортани. Кван Ха та Макі придумані спеціально для серіалу, тоді як Сорен згадувався в канонічних творах, але його серіальний образ здебільшого переписаний.
В серіалі Ковенант веде виключно геноцидну війну проти людей і щадить лише Макі та Джона за їхній рідкісний зв'язок з технологіями Предтеч. В іграх Ковенант теж прагне винищити людей, але активовувати технології Предтеч можуть більше осіб. У серіалі звучить особлива мова Ковенанту, на відміну від ігор, де інопланетяни розмовляють англійською. 